# Planalp

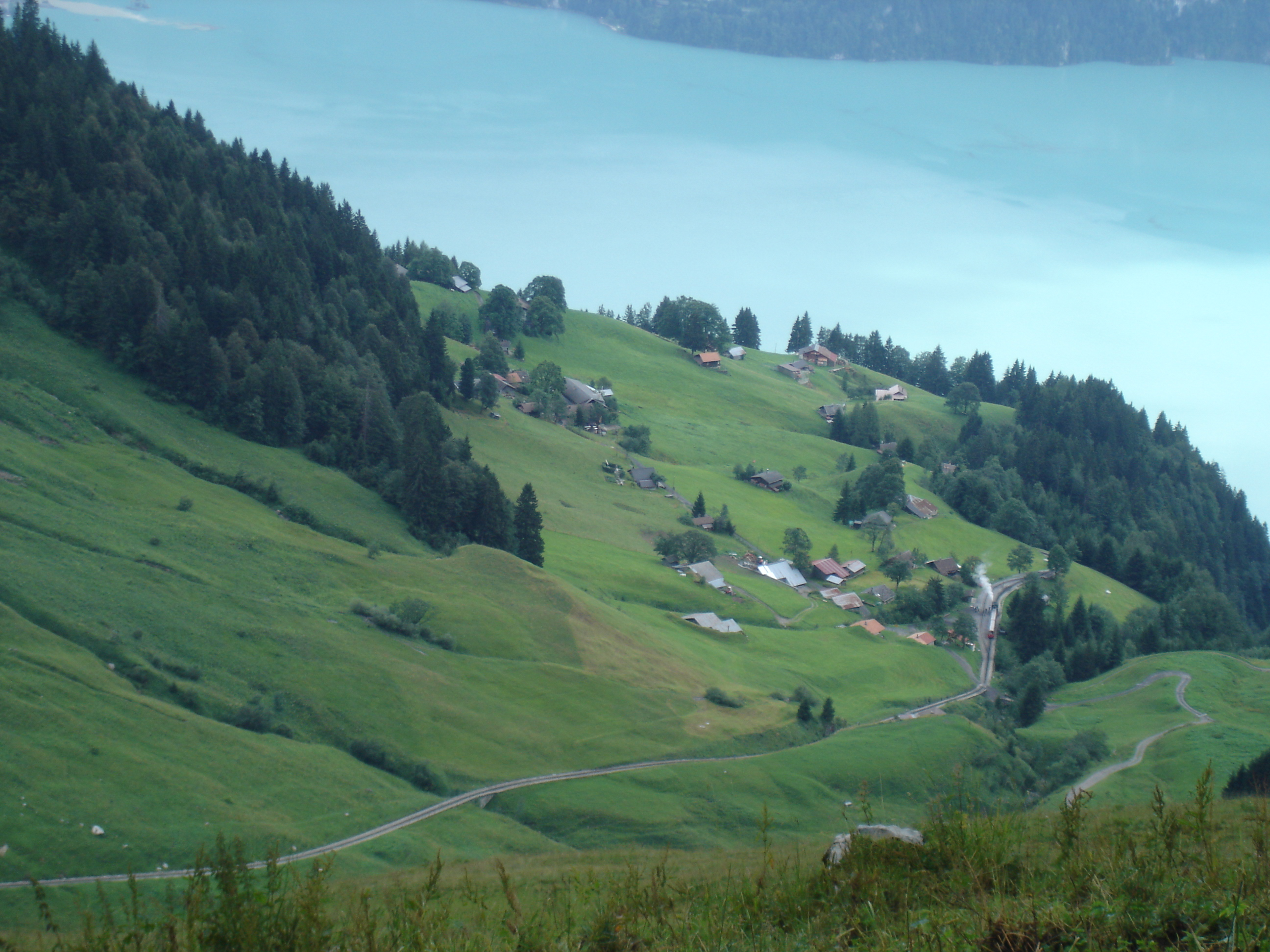
Planalp

Die Planalp ist einerseits ein von Walsern gegründeter Weiler oberhalb von Brienz im Berner Oberland und andererseits eine Alp, die beim Weiler beginnt und sich bis hinauf zum Brienzergrat erstreckt.

## Lage
Der Weiler Planalp liegt auf 1341 m ü. M. Das Alpgebiet beginnt oberhalb der Milibachflue, einer hohen Felswand oberhalb Brienz. Der Milibach und seine zahlreichen Zuflüsse entwässern den weiten Talkessel der Planalp. Der Bach stürzt unterhalb der Planalp als hoher, spektakulärer Wasserfall über die Felswand hinunter. Im Westen wird die Planalp durch den Tanngrindel von der Rotschalp abgegrenzt. Im Osten verläuft die Grenze über das Grätli bis hinauf zum Brienzer Rothorn. Im Norden bildet der Brienzergrat die natürliche Grenze.

## Verkehr
Im Sommer fährt die Brienz-Rothorn-Bahn durch die Zwischenstation «Planalp» auf das Brienzer Rothorn. Die Bahn hat vertraglich die Bedienungspflicht für mehrere Alpstafel.
Eine Naturstrasse, die nur für Allradfahrzeuge zugelassen ist, führt vom Tal zum Berggebiet.
Mehrere Fuss- und Wanderwege führen zum Berggebiet, zum Brienzer Rothorn und auf den Chruterenpass.

## Weiler Planalp
Der Weiler Planalp, auch als Husstatt bezeichnet, ist eine alte Walsersiedelung die früher ganzjährig bewohnt war. Heute wird es noch als Maiensäss durch etwa fünf Bauernfamilien verwendet. Daneben hat es am Berg viele Ferienhäuser, ein Restaurant sowie ein Berghaus mit Einzel- und Familienzimmern sowie Massenlager.

## Alpwirtschaft

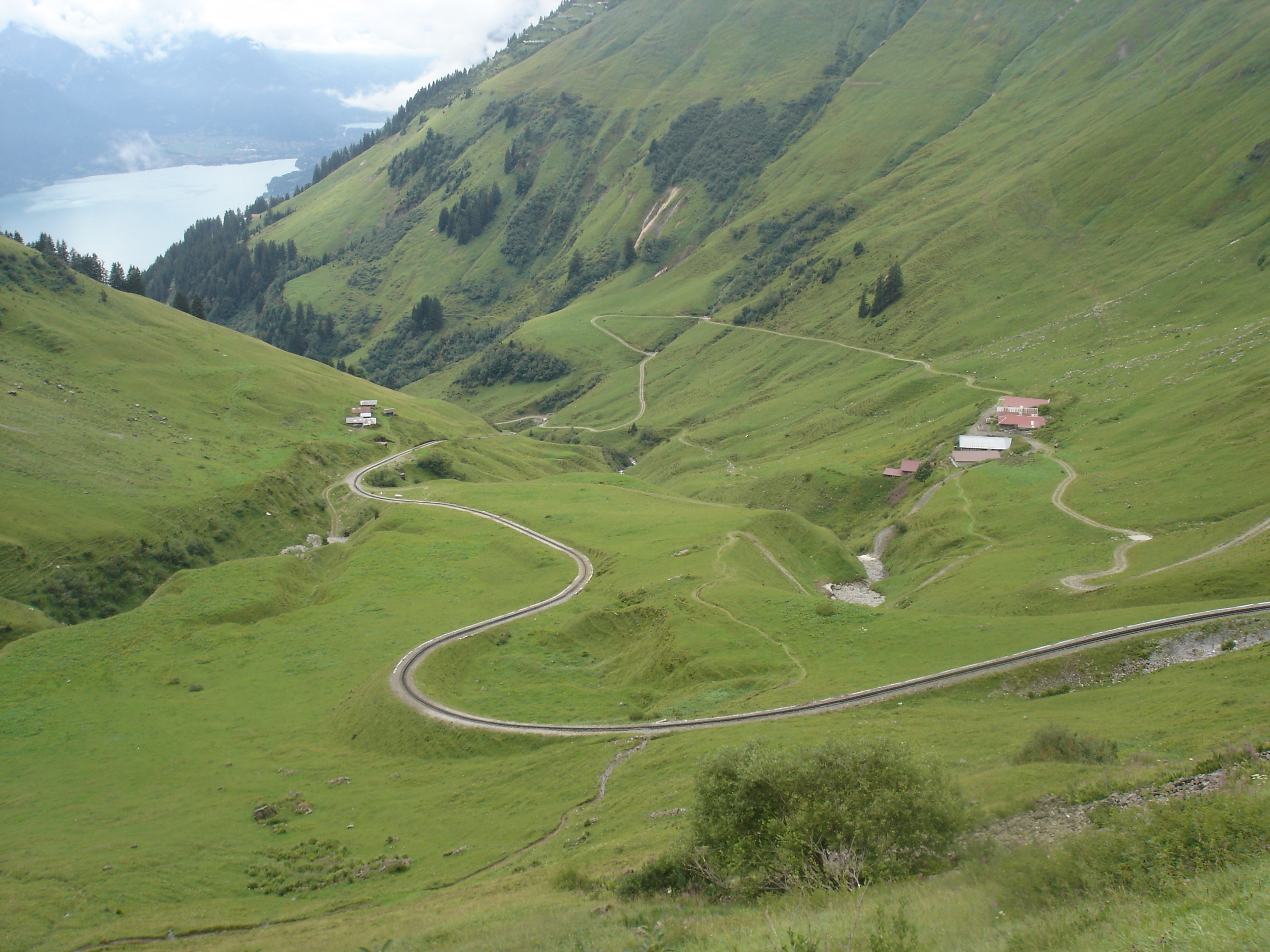
Alpstafel Greesgi

Die Alp hat drei Stäfel (Abschnitte der Bergweide):
- Ausweid, dies ist der unterste Stafel
- Greesgi, der mittlere Stafel
- Gummi, Rinderbiel und Obristen (auch Ober Stafel genannt) bilden zusammen den höchst gelegenen der drei Stäfel

Die Alp ist genossenschaftlich organisiert und wird von der Alpkorporation Planalp bewirtschaftet. Gemäss dem Grundbuch von Brienz hat sie insgesamt 380,5 Kuhrechte. Das Weidegebiet umfasst 250 Hektar Bergwiesen, wovon 33 Hektar Wildheuflächen sind.
Die saisonale Alpbewirtschaftung kann in vier Perioden eingeteilt werden:
- Im Frühling wird zuerst das Gebiet Greesgi bestossen. Dies ist meistens Anfang Juni der Fall. Dort wird je nach Futterangebot während vier bis sechs Wochen geweidet.
- Danach teilen sich die verschiedenen Älpler auf und ziehen mit ihren Herden in die Stäfel Gummi, Rinderbiel und Obristen, wo das Vieh etwa fünf Wochen weidet.
- Danach kommen alle wieder in den Stafel Greesgi zurück und bleiben dort wieder vier oder fünf Wochen.
- Zuletzt zieht das Vieh in den untersten Stafel, die Ausweid. Die Alpzeit endet nach weiteren 10 bis 14 Tagen.

Anfangs Sommer wird die Ausweid von der Herde der Alp Rotschalp genutzt.
Früher teilten sich die Älpler nicht auf, um in die obersten drei Stäfel zu gehen, sondern alle gingen gemeinsam von Stafel zu Stafel. Dadurch waren die Familien gezwungen, an jedem Stafel ein eigenes Gebäude zu haben. Davon zeugen heute noch einige zerfallene Hausruinen und Wüstungen.
Offizielle Beschreibung des Weidegebiets:
- gegen Morgen: an das staatliche Forstgebiet Gibelegg, das Schweifi und Blattmaad,
- gegen Mittag: links des Mühlebaches an die Wasserscheide auf dem Dürrengrind und der Grätlisegg, das Schweifi und Blattmaad und die Planalp-Vorsassgüter, rechts des Mühlebaches an die Ausweid, Art. 2 und das Forstgebiet «Tanngrindel» der Einwohnergemeinde Brienz und an die Alp Rotschalp,
- gegen Abend: an den Mühlebachgraben, an das Forstgebiet «Tanngrindel» der Einwohnergemeinde Brienz und an die Alp Rotschalp,
- gegen Mitternacht bildet die Kantonsgrenze die Marche und am Rothorn das der Brienz-Rothorn-Unternehmung gehörende Terrain auf dem Grat und südlich davon.
- Ausgenommen sind das durch die Alp führende Tracé der Rothorn-Bahn und ein Platz von 350 m² an «Mittlesten», der zur Ablagerung des Materials der Kuhmaadsbrücke dient.

## Geschichte
Es wird angenommen, dass die Planalp spätestens in der gallo-römischen Zeit, zwischen dem letzten vorchristlichen und dem fünften nachchristlichen Jahrhundert, von den Talbewohnern durch Rodung im Bergwald als Weidegebiet erschlossen wurde. Gewisse Flurnamen in der Berglandschaft bei Brienz werden auf romanische Wurzeln zurückgeführt.
In den Wintern 1942 und 1943 gingen grosse Lawinen vom Tanngrindel aus bis nach Brienz hinunter. Daraufhin wurden umfangreiche Lawinenverbauungen errichtet.

## Sagen und Legenden

### Abplanalp
Der Legende nach wurde die Siedlung irgendwann zwischen 1000 und 1100 nach Christus durch eine Lawine komplett zerstört. Es überlebte nur ein Säugling in seiner Wiege, die schwimmend auf dem Brienzersee gefunden wurde. Da aber niemand wusste, welchen Familiennamen das Kind trug, erhielt es den Familiennamen Abplanalp (ab der Planalp = von der Planalp herunter).

### Der Überfall
Einmal sei die Alp von den Obwaldnern überfallen worden. Die ersten Kämpfe hätten an Mitlesten (Ortsbezeichnung beim Stafel Greesgi) stattgefunden. Der Senn wurde der Geschichte nach im Käskessi ertränkt. Derweil konnte ein Hüterbub zum Weiler Planalp hinuntereilen, um Hilfe zu holen. Als die Obwalder die vielen Planälpler sahen, flüchteten sie zurück Richtung Obwalden. Sie wurden jedoch oberhalb von Obristen eingeholt und alle erschlagen. Es gibt heute noch zwei Stellen, die von diesem Überfall zeugen sollten. So gibt es an Mitlesten einen Ort, der «Mordsstiie» genannt wird, und unterhalb des Brienzer Rothorns gibt es eine Ebene, die «Mordbode» (Boden wo gemordet wurde) genannt wird.